# 扎比内·弗尔克尔
扎比内·弗尔克尔（德語：Sabine Völker，1973年5月11日—），德国女子速度滑冰运动员。她曾代表德国在冬季奥运会速度滑冰比赛中获得1枚金牌、2枚银牌和1枚铜牌。